# Alces
Alces è un genere di mammiferi ruminanti della famiglia Cervidae, i cui rappresentanti sono comunemente indicati come alci (per gli individui della Siberia e Scandinavia).
Questi animali, i cui palchi sono appiattiti come un ventaglio, sono i più grandi cervidi odierni.
Storicamente, il genere Alces era considerato monotipico, comprendente solo la specie Alces alces, a sua volta suddivisa in più sottospecie, ma alcuni specialisti oggi propongono di considerare le popolazioni del Nord America e dell'Eurasia come specie distinte, i cui rispettivi nomi scientifici sarebbero Alces americanus e Alces alces.

## Etimologia
L'animale si chiama alce in Europa e moose in Nord America.
Non deve essere confuso con il vapiti (Cervus canadensis), che è un cervo, un parente stretto del cervo rosso. Questa confusione è legata ad una cattiva traduzione dall'inglese americano, perché negli Stati Uniti il vapiti è chiamato elk, mentre la stessa parola significa alce in inglese britannico, significato di origine.

## Storia

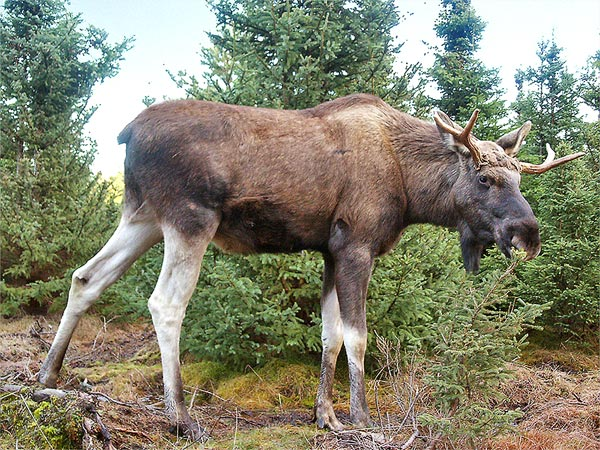
Alce europea, con un mantello più chiaro e gambe chiare.

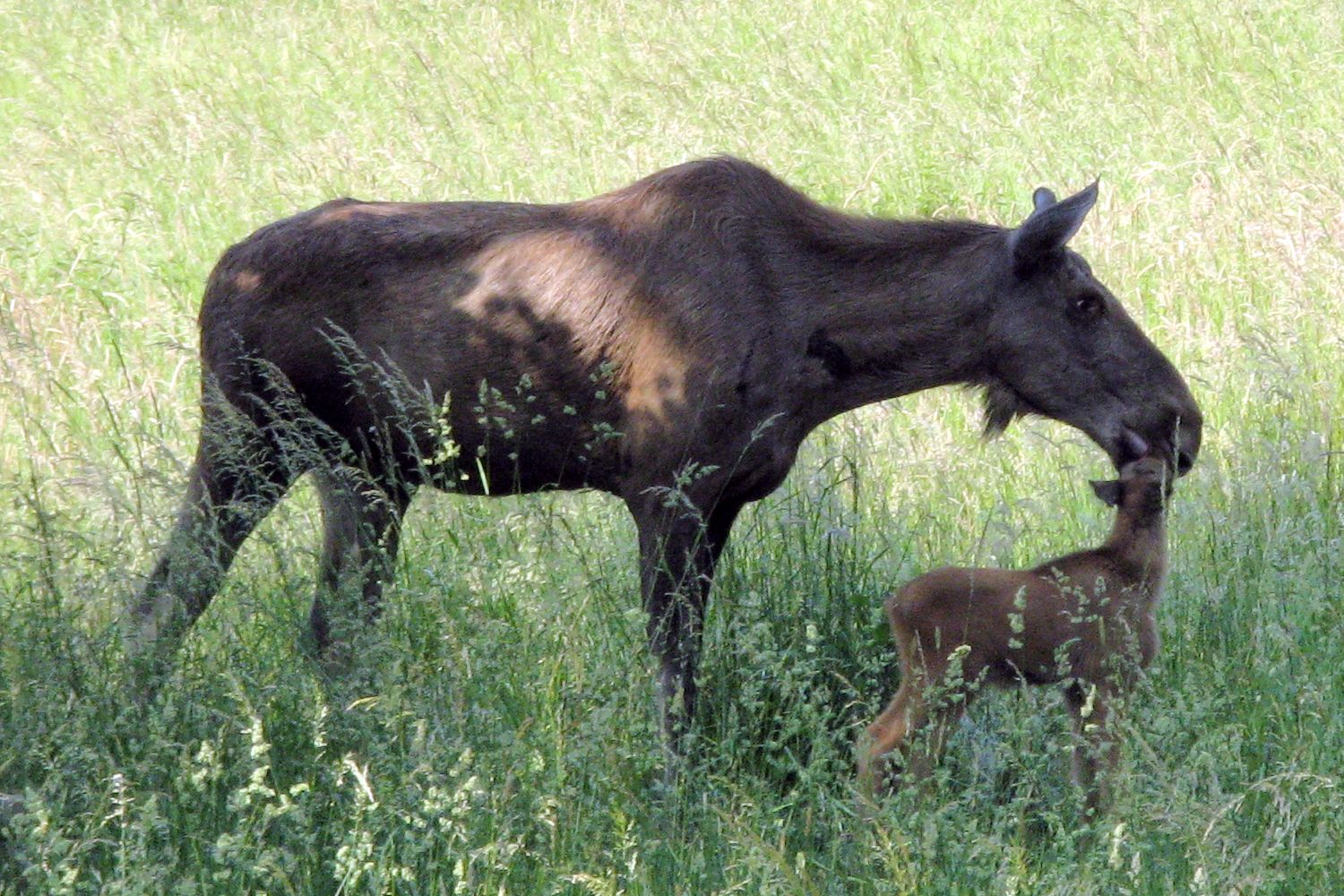
La femmina alleva i suoi piccoli da sola.

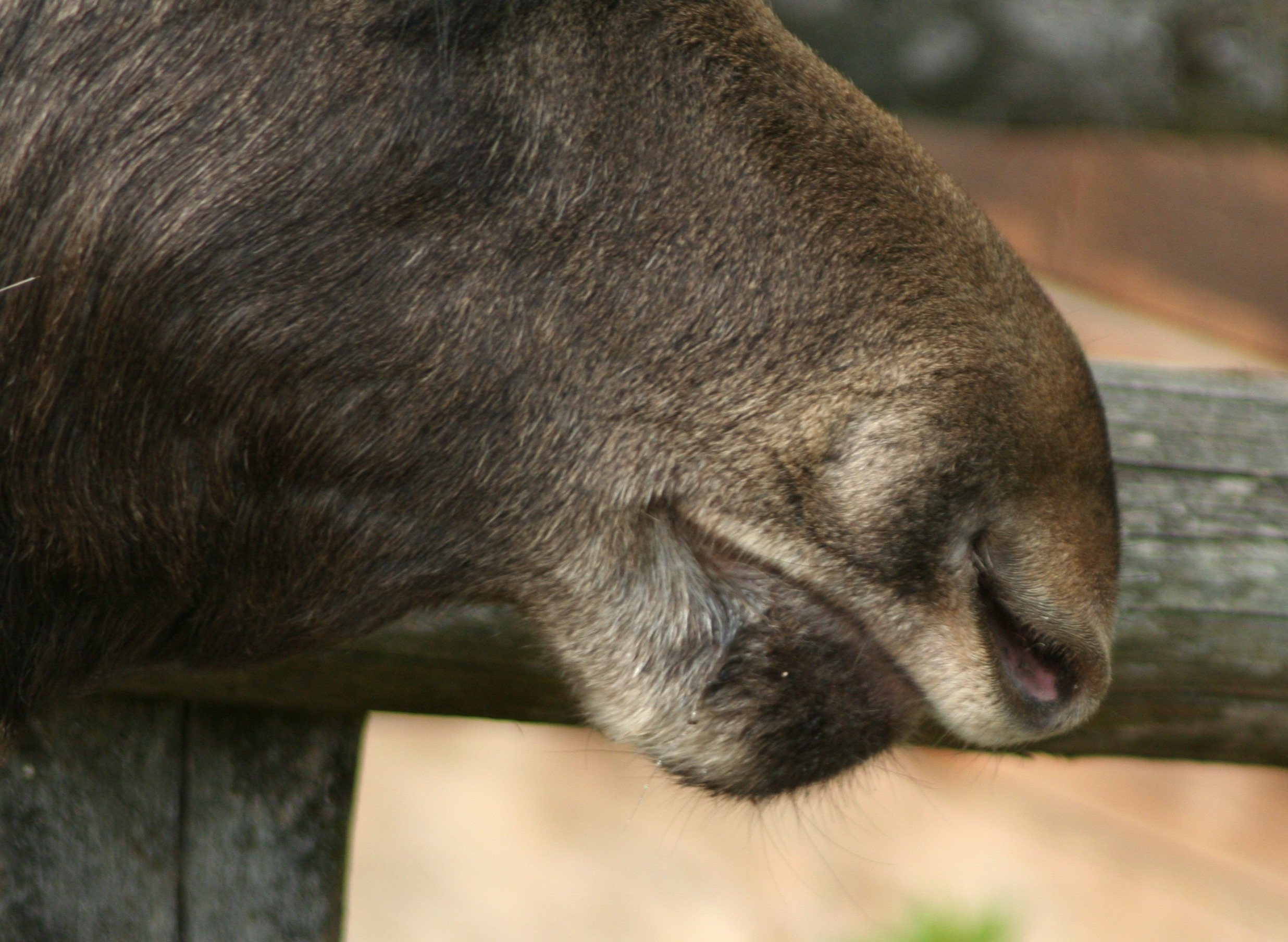
L'alce ha narici che possono essere chiuse sott'acqua. La sua mascella superiore prominente gli permette di scortecciare i tronchi.

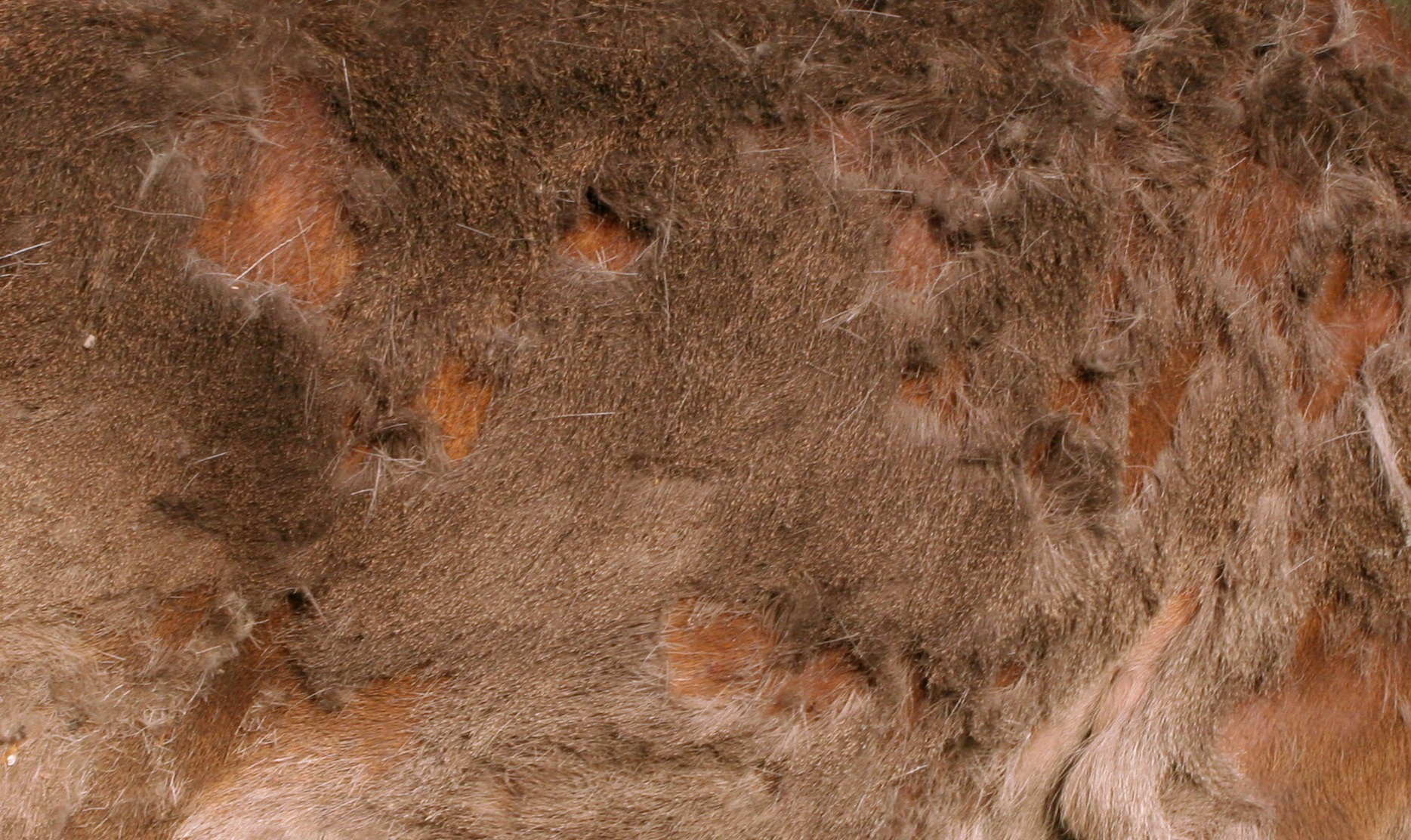
Il mantello invernale cade a favore di un mantello più marrone e più corto. Questi peli e quelli di altri animali sono usati dagli uccelli o dai piccoli mammiferi per fare i loro nidi.

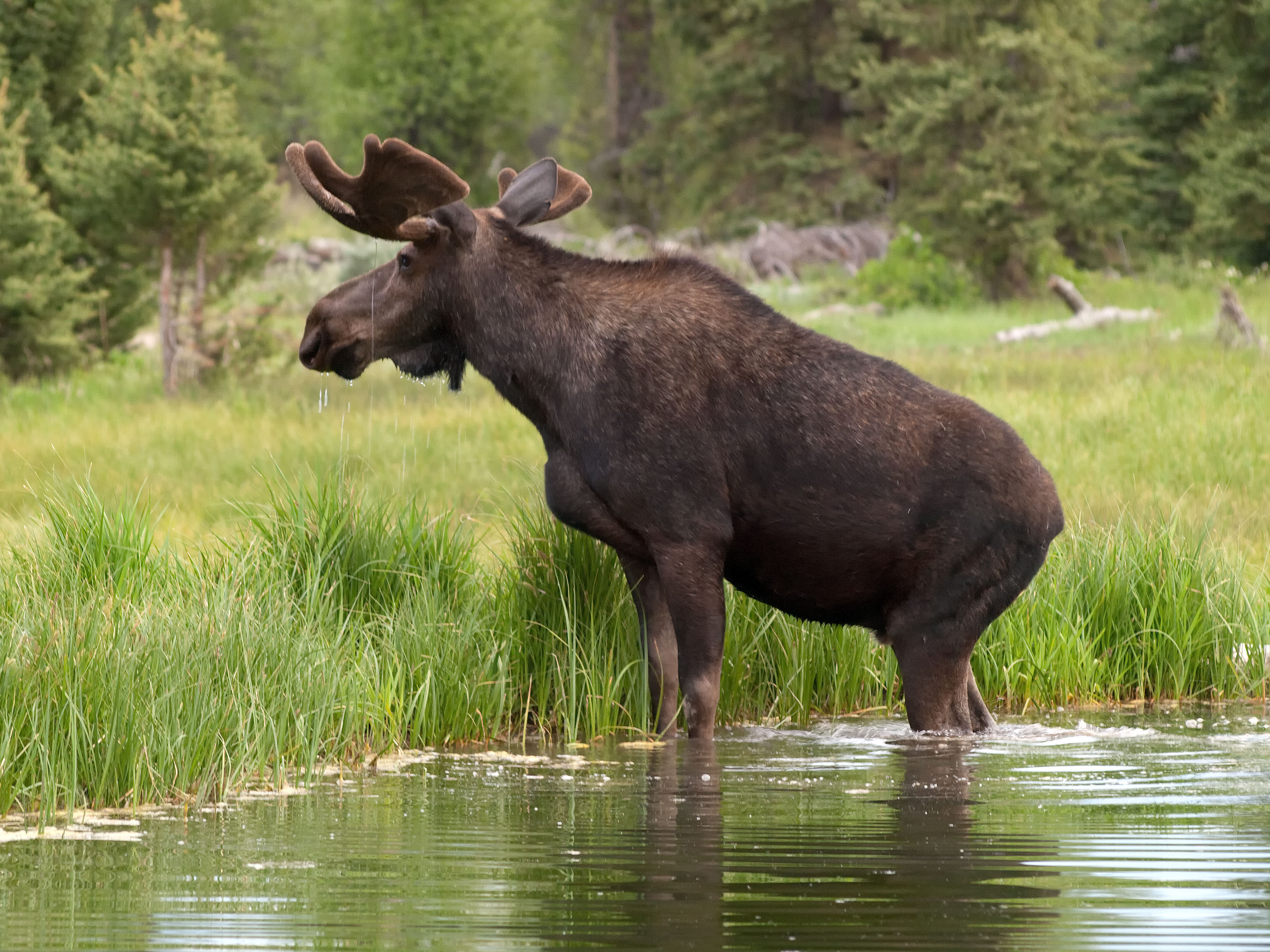
Alci che escono (dopo aver mangiato, piante acquatiche sott'acqua) da uno stagno di castori, Parco nazionale del Grand Teton (Wyoming nordoccidentale).
I castori, abbattendo alcuni alberi e alzando il livello dell'acqua, hanno anche creato questa radura soleggiata favorevole a un alto strato erbaceo popolare tra i grandi erbivori.

### Preistoria e addomesticamento
Se l'alce è oggi il più grande dei cervidi, è stato a lungo superato in dimensioni dal cervo Megaloceros giganteus, che si è scontrato con lui durante la preistoria. Entrambi sono stati cacciati e sterminati dall'uomo; dopo essere sopravvissuto a tre glaciazioni, il megacero è totalmente scomparso, mentre l'alce è stato gradualmente confinato nella zona circumpolare.
Le prove archeozoologiche mostrano che l'alce era presente in quasi tutta l'Europa occidentale, dopo essere arrivata da est circa 800 000 anni fa (all'inizio della glaciazione Mindel), e poi presente ovunque, il cervo gigante, o megalocero, e il cervo nobile, come dimostrano le ossa trovate nella grotta Tournal a Bize, o nelle grotte Jean-Pierre 1 e 27 e oltre i Pirenei, in Spagna e oltre le Alpi, in Italia (come dimostrano gli scavi nella grotta Broion, Vicenza, Italia).
L'addomesticamento delle alci sembra essere antico. Gli Iakut siberiani lo usavano come animale da tiro e come cavalcatura. Quest'ultimo uso fu poi vietato in Russia, poiché i criminali che cavalcavano alci superavano i cavalli della polizia. L'alce era anche usata per tirare carichi pesanti su terreni difficili dove il cavallo affondava. Era addomesticato, ma non allevato in mandrie.

### Introduzione e reintroduzioni recenti
In Canada, le alci sono state introdotte con successo nell'isola di Terranova nel 1904. Altri tentativi meno riusciti furono fatti sull'isola di Anticosti nel Golfo di San Lorenzo. Nel 1910, dieci alci furono introdotte nel Fiordland in Nuova Zelanda, ma apparentemente si estinsero. Tuttavia, è stato riportato un contatto occasionale, ed è possibile che le alci rimangano in Nuova Zelanda.
In Europa, l'impulso è quasi scomparso quando era ampiamente presente durante la preistoria.
Da quando la sua caccia è stata meglio controllata e gli sono stati dedicati programmi di reintroduzione e protezione, le popolazioni hanno recuperato localmente in alcune regioni russe durante il XX secolo.
Le popolazioni hanno recentemente recuperato in Siberia a est di Lena. Non ne era rimasto quasi nessuno nel 1974; ce ne sono da 22 000 a 24 000 che approfittano delle immense zone umide.
Una popolazione più piccola si sta ricostituendo in Cecoslovacchia.

#### Polonia
Il progetto di reintroduzione dell'alce polacco risale al 1951. Riguarda la foresta di Kampinos, dove gli ultimi alci conosciuti furono abbattuti nel XVII secolo. Gli alci reintrodotti provengono dalla Bielorussia. Sono stati allevati in un recinto prima di essere liberati nell'habitat della foresta nel 1958. Da questo nucleo di ricolonizzazione, rinforzato con alcuni altri esemplari reintrodotti nella parte nord-est del distretto di Rajgród, è emersa una popolazione dispersa che è riuscita a sciamare in altre parti della Polonia dove questa reintroduzione è considerata riuscita. Dal 1962 al 1965, la crescita della popolazione del gruppo di eland della foresta di Kampinos è stata in media del +20%/anno. Dal 1961 al 1966, i gestori del parco naturale nazionale di Kampinos hanno notato che il 30% delle nascite erano gemelli. La popolazione di alci a Kampinos è ora stimata a 100-120 individui (da 3 a 4 per 1 000 ettari). Anche le linci sono state reintrodotte in questa regione per aiutare a regolare la popolazione di alci (animali malati o con problemi congeniti legati alla bassa diversità genetica).